# Frankfurt Galaxy (ELF)

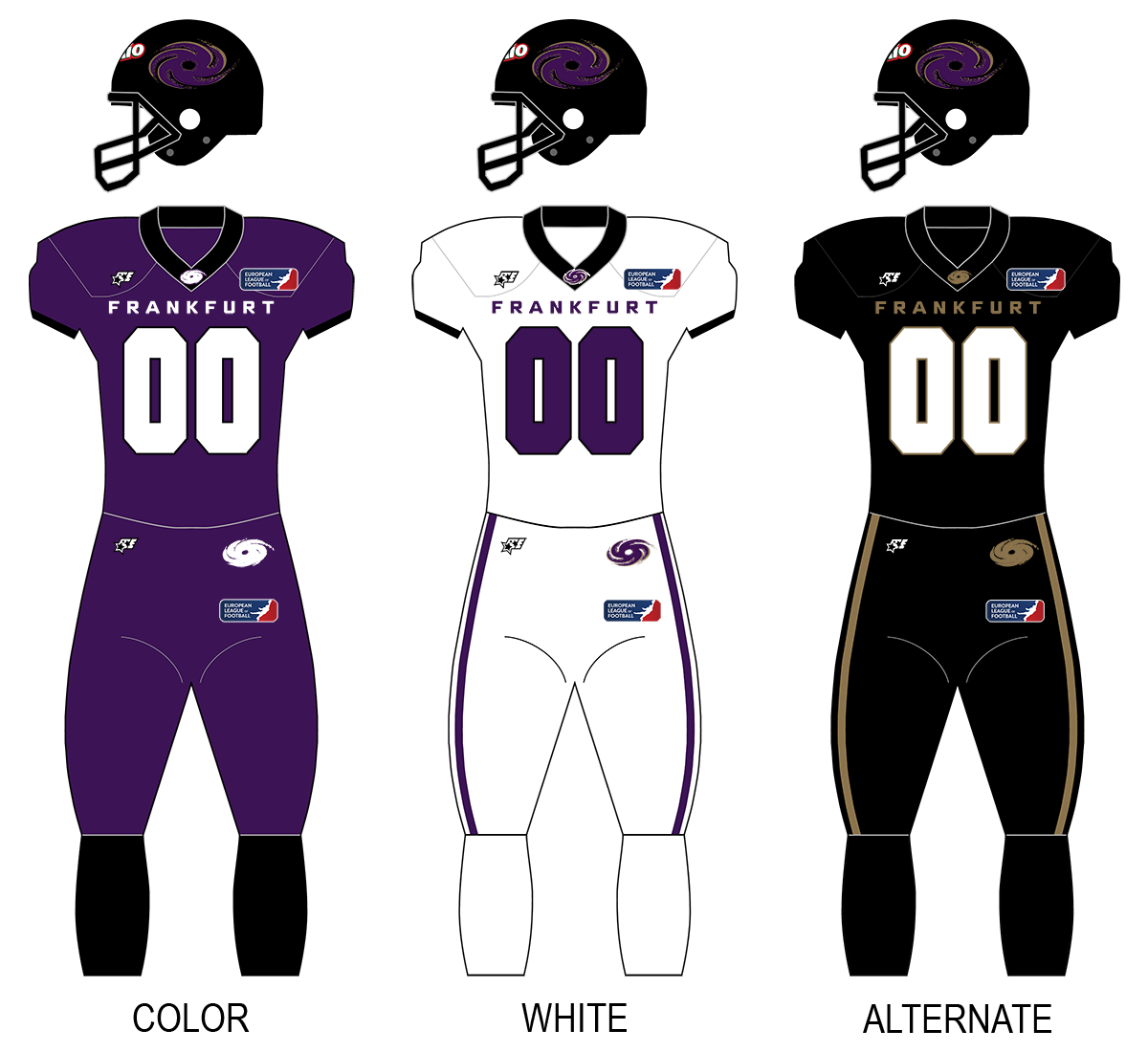
Uniformes

Frankfurt Galaxy (español: Galaxia de Fráncfort) es un equipo de fútbol americano de Fráncfort del Meno, Hesse (Alemania).

## Historia
El equipo fue fundado en 2021 y comenzó a competir en la European League of Football conferencia Sur. En 2022 siendo incluidos en la conferencia Central. Frankfurt Galaxy (ELF) es el sucesor del Frankfurt Galaxy (NFLE).

## Palmarés
- European League of Football (ELF Bowl): 1 campeonato (2021).
- ELF Conferencia Sur: 1 campeonato (2021).